# Istiblennius pox
Istiblennius pox är en fiskart som beskrevs av Springer och Williams, 1994. Istiblennius pox ingår i släktet Istiblennius och familjen Blenniidae. Inga underarter finns listade i Catalogue of Life.